# 松戸運動公園体育館
松戸運動公園体育館（まつどうんどうこうえんたいいくかん）は、千葉県松戸市上本郷に所在する屋内競技施設（体育館）。

## 概要
本体育館は、1970年代より開始された松戸市による松戸運動公園の整備の一環として建設され、1974年に竣工したもの。
本体育館ではメインアリーナの他、卓球室、二つの小体育室、トレーニングルーム、弓道場などが設置されている。
千葉県で開催された第65回国民体育大会（2010年）の際には、フェンシング会場として使用された。
また、プロレス興行が良く開催される体育館でもあり、過去には全日本プロレスが1981年4月30日にインターナショナルヘビー級選手権試合としてドリー・ファンク・ジュニア 対 テリー・ファンク戦を挙行し、プロレスの本場たるアメリカ合衆国でも実現不可能だった兄弟対決のカードを実現させるなど、日本のプロレス史に珠玉の一頁を印す体育館でもある。